# Brunclíkův mlýn
Brunclíkův mlýn (Panský, Brejchův) ve Starém Kníně v okrese Příbram je vodní mlýn, který stojí na řece Kocába. Od roku 2003 je chráněn jako nemovitá kulturní památka České republiky.

## Historie
Mlýn s mlynářem Janem Mrskošem je uváděn roku 1634; mlynář jako roční nájem odváděl 70 strychů pražské míry žita vejmělního a měl povinnost vykrmit čtyři panské vepře. Po skončení třicetileté války byl mlýn již opuštěn a v seznamu z roku 1651 se nevyskytuje.
K roku 1718 jeho nájemce Martin Budinský ročně odváděl vrchnosti 40 strychů žita a 20 kop míšeňských v penězích. V roce 1791 uzavřela správa křižovnického velkostatku ve Starém Kníně nájemní smlouvu s hospodářem Janem Šebkem na panský mlýn č.p. 27.
Od 19. století je mlýn v majetku rodu Brejchů. Otakar Brejcha zde na počátku 20. let 20. století zřídil elektrárnu, která zásobovala proudem křižovnický statek (instalované stejnosměrné dynamo o síle 40amp, motor pracoval na nasávaný plyn o 6HP, později koupen nový o síle 12HP).
V roce 1949 přešel mlýn pod správu státních Středočeských mlýnů, poté jej krátce vlastnilo JZD Nový Knín a Státní statky. V té době se zde nemlela mouka, ale pouze šrotovalo krmivo. Nakonec bylo zařízení demontováno a odvezeno do šrotu.

## Popis
Mlýnice a dům stojí samostatně, jsou zděné, jednopatrové. Voda na vodní kolo vedla náhonem. V roce 1632 měl mlýn dvě kola moučná a třetí stupní, k roku 1718 jsou zde tři složení a tři stoupy na stálé vodě. K roku 1930 je uváděna Francisova turbína (zaniklá, průtok 0,34 m³/s, spád 3,5 m, výkon 12 k).